# M (album de Marie-Mai)
 (décembre 2014).
Si vous disposez d'ouvrages ou d'articles de référence ou si vous connaissez des sites web de qualité traitant du thème abordé ici, merci de compléter l'article en donnant les références utiles à sa vérifiabilité et en les liant à la section « Notes et références ».
Pour les articles homonymes, voir M.
Albums de Marie-Mai
Miroir
(2012)
Singles
1. Jamais Trop Tard (en duo avec Jonas)
Sortie : 10 février 2014
2. Conscience
Sortie : 12 mai 2014
3. Indivisible
Sortie : 11 août 2014
4. À bout portant
Sortie : 7 janvier 2015
5. Tourner
Sortie : 11 mai 2015

M est le cinquième album studio de l'auteure-compositrice-interprète Marie-Mai, sorti le 12 mai 2014.

## Historique
La chanson Conscience est tourné le 17 avril 2014 à laquelle Marie-Mai chante les 2 types de voix représentant le bien et le mal. Cet album devait être un best-of incluant 2 ou 3 nouvelles chansons mais Fred (St-Gelais) et Marie-Mai étaient inspirés et ont donc fait un album de chansons inédites.

## Liste des titres
| No  | Titre                       | Auteur             | Durée |
| --- | --------------------------- | ------------------ | ----- |
| 1.  | À bout portant              | Marie-Mai          | 3:55  |
| 2.  | Transparent                 | Marie-Mai          | 3:05  |
| 3.  | Tourner                     | Marie-Mai          | 2:46  |
| 4.  | Ne m'écoute pas             | Marie-Mai & Boogat | 3:23  |
| 5.  | Donne                       | Marie-Mai          | 3:01  |
| 6.  | Indivisible                 | Marie-Mai          | 3:42  |
| 7.  | Conscience                  | Marie-Mai          | 3:28  |
| 8.  | Lourd                       | Marie-Mai          | 3:24  |
| 9.  | Rien à perdre               | Marie-Mai          | 3:45  |
| 10. | Jamais trop tard            | Marie-Mai & Jonas  | 3:32  |
| 11. | Aimer comme toi             | Marie-Mai          | 3:45  |
| 12. | On change                   | Marie-Mai          | 3:39  |
| 13. | Limbo                       | Marie-Mai          | 3:06  |
| 14. | Donne (acoustique)          | Marie-Mai          | 2:51  |
| 15. | À bout portant (acoustique) | Marie-Mai          | 3:37  |

## Certification
| Pays   | Association  | Certification | Ventes/Équivalence |
| ------ | ------------ | ------------- | ------------------ |
| Canada | Music Canada | or            | 40 000             |